# Stjørdalshalsen
Stjørdalshalsen (appelé localement Sjødarshærsjn) aussi appelé Halsen, Stjørdal, Stjørdal sentrum est une localité et le centre administratif de la commune de Stjørdal dans le Comté de Trøndelag. La localité, d'une superficie de 7,36 km2, compte 11 416 habitants au 1er janvier 2012 et se situe entre les rivières Stjørdalselva et Gråelvas le long du Stjørdalsfjorden, un bras du fjord de Trondheim.

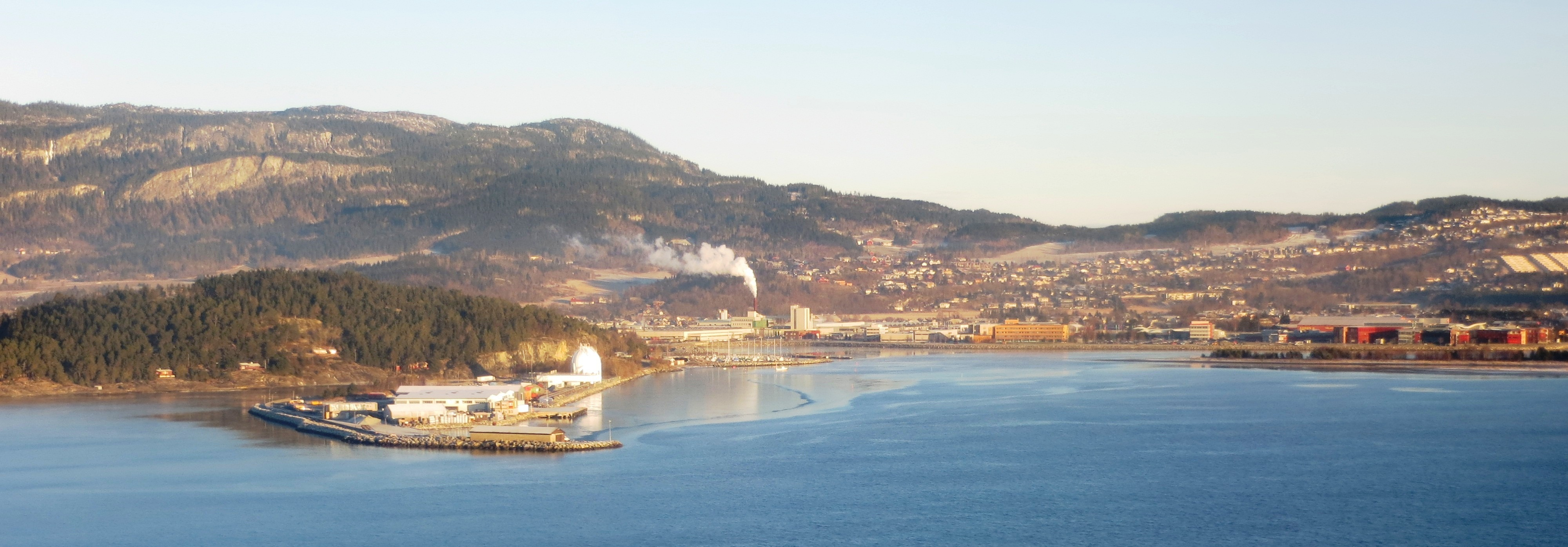
La ville vue de la mer
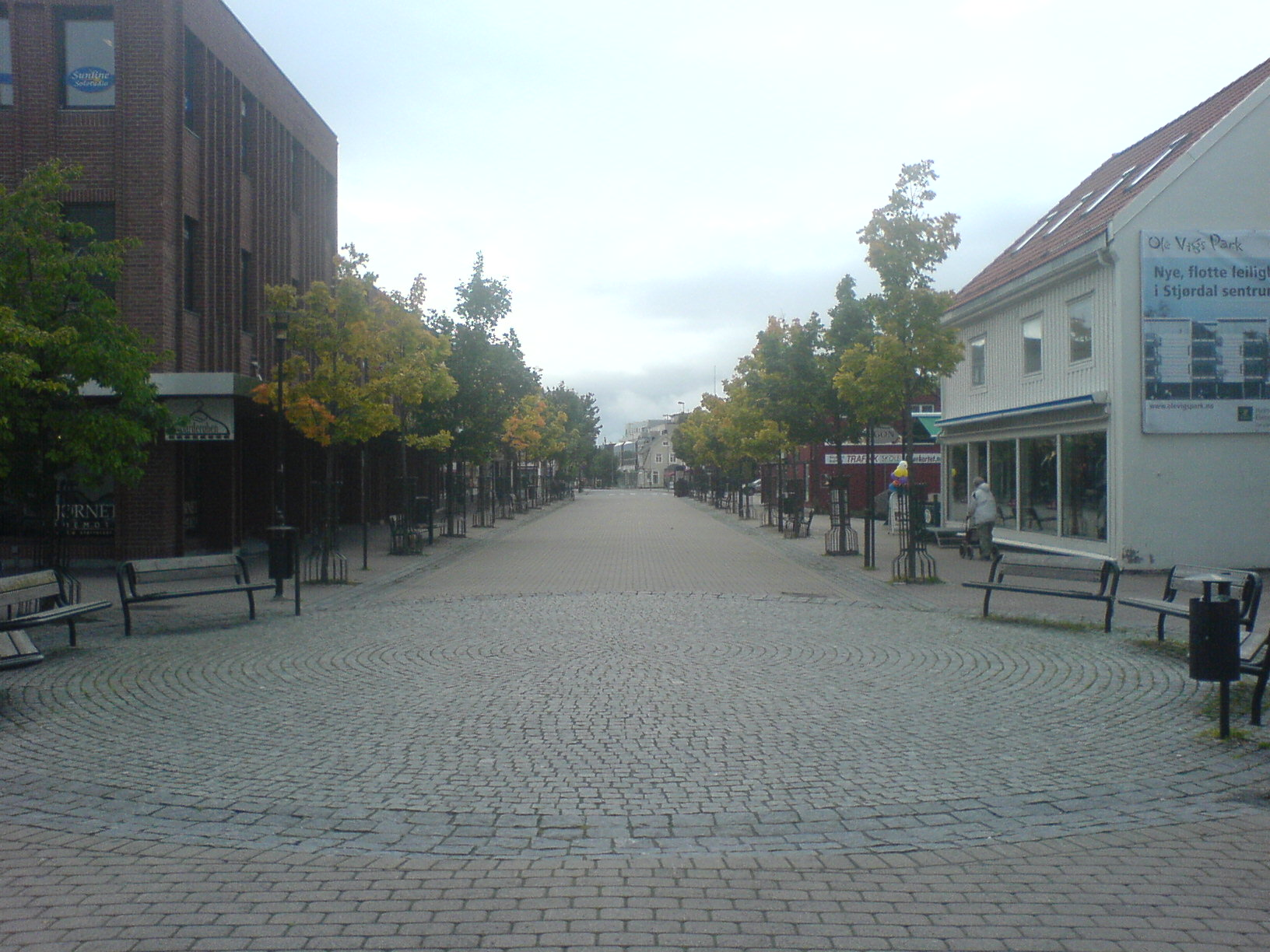
Rue commerçante et piétonne du centre-ville

## Étymologie
Le fait d'être situé entre deux cours d'eau a donné à la localité son nom d'origine : Halsen (le cou en norvégien), les habitants étant désignés par le terme Halsbygg. Lorsque dans la commune, la localité obtint le statut de ville le 1er juin 1997, le conseil municipal décida de l'appeler Stjørdalshalsen pour la différencier de la commune. Dans la langue courante, le nom original de Halsen est encore fréquemment utilisé pour distinguer la ville de la commune.